# Michaela Hübschle
Michaela Hübschle  (* 21. September 1950 als Michaela Kuntze in Otjiwarongo, Südwestafrika) ist eine namibische Politikerin und ehemalige Vizeministerin für Gefängnisse und Strafvollzug.

## Ausbildung und Beruf
Nach dem Schulbesuch in ihrer Heimatstadt studierte Hübschle von 1970 bis 1973 an der Universität Pretoria in Südafrika. Das Studium schloss sie als B.A. ab. Anschließend arbeitete sie bis 1976 als Übersetzerin für die deutsche Botschaft in Pretoria. Danach reiste Hübschle in die Bundesrepublik Deutschland aus und war in der dortigen Umweltbewegung aktiv. 1984 kehrte sie in das damalige Südwestafrika zurück und betrieb Öffentlichkeitsarbeit für verschiedene Projekte in Katutura, einem Township in Windhoek.
Seit 2000 ist Hübschle Vorsitzende der von ihr gegründeten Organisation Criminals Return Into Society (CRIS), die seit August 2009 Change heißt. Der Verein engagiert sich für Start- und Existenzhilfen für ehemalige Häftlinge und im Bereich der Berufsförderung. Sie organisiert zudem das Gildehaus, ein informelles Forum führender Persönlichkeiten aus Regierung und Politik.

## Politische Laufbahn
Hübschle war Mitglied der Verfassungsgebenden Versammlung Namibias und von 1990 bis 2000 für die SWAPO Abgeordnete der Nationalversammlung. 1995 wurde Hübschle zur Vizeministerin für Gefängnisse und Strafvollzug ernannt. Dieses Amt hatte sie bis 2000 inne. In ihrer Amtszeit setzte sie sich für die kostenlose Kondomvergabe an Strafgefangene zur AIDS-Prävention ein. Diese Auffassung setzte sich in der Regierung allerdings nicht durch, da man darin eine Unterstützung sodomitischer Handlungen sah.
Für die Parlamentswahlen im Jahr 2000 wurde Hübschle nicht erneut als Kandidatin aufgestellt, nachdem sie im Jahr zuvor Kritik wegen der Misshandlung Gefangener im Zusammenhang mit dem Caprivi-Konflikt geäußert hatte. Außerdem hatte sie gefordert, die SWAPO-Führung solle sich für die Misshandlung Gefangener während des Befreiungskampfes entschuldigen.
Im Jahr 2007 warf Hübschle in einem gemeinsam mit dem SWAPO-Politiker Shapua Kaukungua verfassten Aufsatz in der Tageszeitung The Namibian der Parteiführung eine mangelhafte parteiinterne Demokratie und Eingriffe in Regional- und Kommunalwahlen vor. In der Folge kam es zum Bruch mit der SWAPO.
Bei den Parlamentswahlen 2009 kandidierte Hübschle für die oppositionelle Rally for Democracy and Progress (RDP), deren Zentralkomitee sie angehört. Der Einzug ins Parlament gelang ihr allerdings nicht.
2017 wurde Hübschle erneut SWAPO-Mitglied.

## Privates
Hübschles Eltern waren der deutsch-namibische Farmer Eberhard Kuntze und die Schriftstellerin Lisa Kuntze.
Hübschle war mit dem früheren Leiter der namibischen Veterinärbehörde Otto Hübschle verheiratet, der 2008 im Alter von 63 Jahren verstarb. Aus der Ehe gingen zwei Kinder hervor, darunter der Regisseur Tim Hübschle.